# Captura de Camuloduno
Captura de Camuloduno foi uma batalha travada entre os catuvelaunos, liderados pelos filhos do rei Cunobelino, Togodumno e Carataco, e as forças invasoras do Império Romano, lideradas pelo imperador Cláudio em 43 no contexto da conquista romana da Britânia.

## Contexto
O rei dos catuvelaunos, Cunobelino, governando em Camuloduno, sua capital, havia conseguido subjugar um grande território no sul e leste da Britânia e foi chamado pelo historiador romano Suetônio de "rei dos britanos". Durante seu reinado, Camuloduno substituiu Verlamião como o mais importante assentamento na Britânia pré-romana. Por volta de 40, Cunobelino se desentendeu com seu filho, Admínio, que governava como rei-fantoche dos cancíacos (em latim: cantiaci) em nome do pai, que fugiu para os romanos em busca de apoio. Na Gália, ele foi recebido por Calígula, que possivelmente tentou invadir a Britânia, sem sucesso, para ajudá-lo. Depois da morte de Cunobelino (c. 40), seus filhos assumiram o trono, com Togodumno, o mais velho, governando a terra natal dos catuvelaunos perto de Verlamião, e Carataco, que passou a governar a partir de Camuloduno. Juntos, os dois irmãos começaram a expandir sua influência sobre as demais tribos britanas, incluindo os atrebates da costa sul. Verica, o rei dos atrebates, que tinha relações familiares dos dois lados do Canal da Mancha e cuja família era amiga de Roma desde a campanha britânica de Júlio César, apelou ao imperador Cláudio por ajuda.

## Batalha
Na época do pedido de Verica, em 43, o recém-entronizado Cláudio estava precisando urgentemente de uma vitória militar para assegurar sua precária situação junto ao exército romano e viu no pedido um excelente pretexto. Aulo Pláucio liderou quatro legiões através do Canal da Mancha com o objetivo principal de conquistar Camuloduno. Ele derrotou e matou Togodumno perto do rio Tâmisa e ali esperou pelo imperador, que chegou com reforços, incluindo artilharia e elefantes, para liderar o ataque final a Camuloduno. Carataco fugiu durante a captura final da cidade e se refugiou entre os ordovicos e siluros, tribos celtas do moderno País de Gales, tornando-se um famoso herói do folclore galês por sua resistência aos romanos. O historiador romano Suetônio e o arco triunfal de Cláudio afirmam que, depois desta batalha, os reis britânicos que estavam sob o jugo dos filhos de Cunobelino se renderam sem derramamento de sangue. Cláudio aceitou a rendição em Camuloduno.